# مرداد ۱۳۹۱
مرداد ۱۳۹۱، پنجمین ماه سال ۱۳۹۱ هجری خورشیدی است.
آغاز آن یکشنبه: ‌۱ مرداد ۱۳۹۱ (۲۲ ژوئن ۲۰۱۲ میلادی)